# استان آدیامان
استان آدیامان (ترکی استانبولی: Adıyaman ili، کردی: Parêzgeha Semsûr)"Parêzgeha Semsûrê çûn û hatina bajêr qedexe kir". Peyama Kurd (به کردی). 2 April 2020. Retrieved 27 April 2020. یکی از استان‌های ترکیه در ناحیه آناتولی جنوب‌شرقی ترکیه است. مرکز این استان آدیامان است. مساحت آن ۷٬۳۳۷ کیلومتر مربع است،"İl ve İlçe Yüz ölçümleri". General Directorate of Mapping. Retrieved 19 September 2023. و جمعیت آن ۶۳۵٬۱۶۹ نفر در سال ۲۰۲۲ بوده‌است."Address-based population registration system (ADNKS) results dated 31 December 2022, Favorite Reports" (XLS) (به انگلیسی). توسیس. Retrieved 19 September 2023. این استان بخشی از کردستان ترکیه محسوب می‌شود و اکثریت جمعیت آن را کردها تشکیل می‌دهند."Kurds, Kurdistān". Encyclopaedia of Islam (2 ed.). انتشارات بریل. 2002. ISBN 9789004161214.
استان آدیامان پیش از سال ۱۹۵۴ بخشی از استان ملطیه بود، اما پس از انتخابات عمومی ۱۹۵۴ و حمایت مردم این منطقه از حزب دموکرات که برنده انتخابات شد، به‌عنوان پاداش به استان تبدیل گردید."Adıyaman Tarihi" (به ترکی استانبولی). Retrieved 8 December 2020.
== تاریخ == === حکومت اولیه ارمنی === حضور ارمنی‌ها در آدیامان به سده چهارم میلادی بازمی‌گردد و در آن زمان «آتش‌پرست» شناخته می‌شدند. هنگام فتح منطقه در سال ۶۳۹ میلادی توسط اعراب مسلمان، ارمنی‌ها در این منطقه ساکن بودند. اعراب این شهر را بخشی از ارمنستان ساسانی می‌دانستند و در پی ستم‌های بیزانسی‌ها در سال ۷۱۳ میلادی، مهاجرانی از ارمنستان بیزانسی به این منطقه آمدند. پس از نبرد ملازگرد در سال ۱۰۷۱، منطقه به زیر فرمان سلجوقیان درآمد و ارمنی‌های محلی امارت‌هایی در این ناحیه بنیان نهادند. یکی از این امیران فیلارتوس براخامیوس بود که تلاش داشت منطقه را در برابر نفوذ سلجوقیان و بیزانس حفظ کند. پس از مرگ او، منطقه به‌دست رهبران محلی گوناگونی مانند کوغ واسیلیوس و کنستانتین گرگر افتاد. منطقه گرگر و صومعه مور بارساؤما پایگاه قدرتی برای رئیسان محلی سوری و ارمنی شد.
ارمنی‌ها با دولت‌های صلیبی اروپایی روابط خوبی داشتند، اما کنت‌نشین ادسا به قلمرو ارمنی‌های آدیامان حمله‌ور شد. رهبران سیاسی آدیامان از سوی نیروهای ادسا ترور شدند. همسر کوغ واسیلیوس سپاهی برای مقابله با ادسا گرد آورد، اما در نهایت ادسا منطقه را اشغال کرد. با این حال روابط ارمنی‌ها با دولت‌های صلیبی تا سال ۱۱۵۰ و زمانی که نورالدین در نبرد عنتاب منطقه را تصرف کرد، ادامه داشت. پس از آن، فرمانروایی به تیمورتاش حسام‌الدین از خاندان ارتقیان رسید که متحد نورالدین بود و در اوایل سده ۱۳ میلادی به سلجوقیان واگذار شد. تلاش‌های محلی برای براندازی قلج ارسلان دوم در اواخر سده ۱۲ شکست خورد. در دوره بعدی، منطقه میان ممالیک و پادشاهی ارمنی کیلیکیه مورد منازعه بود و سرانجام به تصرف دائمی سلطنت مملوکی درآمد.Dalyan, Murat Gökhan. "A Glance at the History of Armenians in Adıyaman". دانشگاه مارمارا. Retrieved 19 April 2021.

### دوران عثمانی
سلطان سلیم یکم در خلال جنگ عثمانی و ممالیک (۱۵۱۶–۱۵۱۷) در سال‌های ۱۵۱۶ تا ۱۵۱۷ منطقه را به تصرف درآورد. در نخستین دفتر ثبت منطقه در سال ۱۵۱۹ آمده که قبیله کردی رشوان در این ناحیه سکونت داشته‌اند. اسناد سال‌های ۱۵۲۴ و ۱۵۳۶ نیز حضور طایفه رشوان را تأیید می‌کند. این طایفه پس از گذار از زندگی کوچ‌نشینی به کشاورزی روی آورده بود.Dede, Suat (December 2011). "From nomadism to sedentary life in Central Anatolia: The case of the Risvan tribe (1830–1932)" (PDF). Bilkent University School of Economics and Social Sciences: 20–21 & 68. Retrieved 29 March 2015.
اولیا چلبی در سده ۱۷ میلادی از این شهر بازدید کرد و درباره زندگی کشاورزی در منطقه گزارش داد.Arslan, Ramazan (2010). "XIX. Yüzyılda Adıyaman'da Sosyo-Ekonomik Yapı" (PDF). نشریه علوم اجتماعی دانشگاه دوملوپینار (به ترکی استانبولی). دانشگاه دوملوپینار کوتاهیه (26): 5.
در آغاز سده ۱۹، بیشتر ارمنی‌ها در نزدیکی قلعه شهر آدیامان زندگی می‌کردند و اغلب از راه تجارت و دکان‌داری گذران می‌کردند. در روستاها، آن‌ها به کشاورزی و دامداری مشغول بودند. ارمنی‌های محلی در آغاز از مبلغان مذهبی آمریکایی استقبال کردند، اما بعداً مانع از گرویدن‌شان شدند. با این حال، برخی از ارمنی‌های گریگوری به پروتستان گرویدند و این روند موجب دودستگی در جامعه ارمنی شد. ویلیام فرانسیس اینسورث در سال ۱۸۴۲ از شهر آدیامان بازدید کرد و نوشت که شهر ۸۰۰ خانوار مسلمان و ۳۰۰ خانوار ارمنی دارد، و چندین مسجد ولی هیچ کلیسایی در آن نیست. او همچنین از روستای کردی کِرکونه در اطراف شهر و سپس از کاهتا دیدار کرد و گزارش داد که در آن زمان شورشی کردی در جریان بوده‌است.Ainsworth, W. F. (1842). Travels and Researches in Asia Minor, Mesopotamia, Chaldea, and Armenia. Vol. I. pp. 267–271. در سال ۱۸۸۲، زبان کردی در نواحی روستایی رواج داشت، در حالی‌که در شهر آدیامان زبان ترکی رایج‌تر بود.Arslan, Ramazan (2010). "XIX. Yüzyılda Adıyaman'da Sosyo-Ekonomik Yapı" (PDF). نشریه علوم اجتماعی دانشگاه دوملوپینار (به ترکی استانبولی). دانشگاه دوملوپینار کوتاهیه (26): 4.
در پایان این سده، ناسیونالیسم ارمنی در میان ارمنی‌ها شدت گرفت و بیشتر جمعیت ارمنی منطقه در نسل‌کشی ارمنی‌ها در سال ۱۹۱۵ از میان رفتند. با این‌حال، هنوز شماری از ارمنی‌ها در پیرامون کاهتا سکونت دارند.

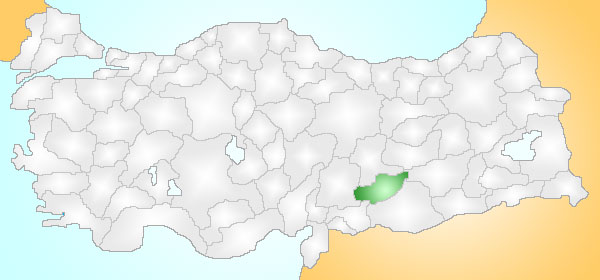
محل استان آدیامان